# Джамель Седжаті
Джамель Седжаті (3 травня 1999 , Тіарет, Тіарет ) — алжирський легкоатлет, який спеціалізується в бігу на середні дистанції, призер чемпіонату світу.

## Кар'єра
| Рік               | Змагання                     | Місце проведення  | Місце             | Дисципліна        | Результат         | Примітки          |
| Представник Алжир | Представник Алжир            | Представник Алжир | Представник Алжир | Представник Алжир | Представник Алжир | Представник Алжир |
| ----------------- | ---------------------------- | ----------------- | ----------------- | ----------------- | ----------------- | ----------------- |
| 2022              | Чемпіонат світу в приміщенні | Белград, Сербія   | 15 (з.)           | біг на 800 метрів | 1:49.22           |                   |
| 2022              | Чемпіонат світу              | Юджин, США        | 2                 | біг на 800 метрів | 1:44.14           |                   |